# اسیر اورمازیبال
اسیر اورمازیبال (انگلیسی: Asier Ormazábal؛ زادهٔ ۲۱ اکتبر ۱۹۸۲) بازیکن فوتبال اهل اسپانیا است.
از باشگاه‌هایی که در آن بازی کرده‌است می‌توان به باشگاه فوتبال اتلتیک بیلبائو و باشگاه فوتبال اتلتیک بیلبائو بی اشاره کرد.